# Вищий клас (фільм)
«Вищий клас» (рос. «Высший класс») — радянський художній фільм-кримінальна драма 1991 року

## Сюжет
Милашка Вірочка (потім вона стане Вірою Павлівною) приїжджає в Москву, щоб коли-небудь стати зіркою. Провалившись на іспитах, вона вирішує не повертатися додому. Випадок зводить її з Сергієм Сергійовичем — «потрібною» людиною з мафії, яка поставляє дівчаток за кордон…

## У ролях
- Ірина Алфьорова —  Віра Павлівна Смирнова
- Ксенія Алфьорова —  Ніка, її дочка
- Всеволод Шиловський —  Сергій Сергійович, представник спецслужби
- Євген Герасимов —  Олег Румянцев
- В'ячеслав Невинний —  Володя
- Анатолій Ромашин —  Петро Аркадійович
- Франс Вебер —  Дітмар
- Наталія Хорохоріна —  Анна Сергіївна, директор школи-інтернату, подруга Віри Павлівни
- Ірина Жалибіна —  Алла
- Алла Плоткіна —  Ольга
- Алена Лемішенко —  Анжела
- Андрій Морозов —  слідчий

## Знімальна група
- Режисер — Михайло Мельниченко
- Сценаристи — Михайло Мельниченко, Сергій Гурзо
- Оператор — Артур Крашенинников
- Композитор — Олександр Мельников